# محمد صادق القزويني
محمد صادق بن محمد رضا بن محمد هاشم القزويني (1900 - غير معلوم). هو رجل دين شيعي عراقي.
ينتسب لعائلة «القزويني» التي سكنت في كربلاء منذ أكثر من مئتين وخمسين سنة، ووالده هو محمد رضا القزويني الذي كان من رجال الدين المجتهدين الذين يحملون لقب ”آية الله“، وكذلك جده محمد هاشم الذي كان أحد مراجع الشيعة في وقته.
ولد عام 1900 بمدينة كربلاء ونشأ فيها واشتغل بالدراسة الحوزوية في سنٍ سغيرة، فانتسب إلى «المدرسة الهندية» فكان فيها طالباً ثم مُدرساُ.
ويعد من مشاهير رجال الدين الذين اشتركوا في ثورة العشرين ضد الاحتلال البريطاني، وكان له أثر لا يستهان به في تحريض العشائر العربية المجاورة لكربلاء، للمشاركة في العمل الجهادي ضد الإنكليز.

## أبناؤه
- هاشم.
- مرتضى.
- رضا.
- عبد الحسين.

## وفاته
اعتقلته قوات الأمن العراقية في الثامن من أبريل 1980 دون أن توجه له أية تهمة. ولم يُفرج عنه حتى سقوط النظام العراقي سنة 2003، حيث أصدر أبناؤه بياناً ينعون والدهم ويؤكدون على عدم عثورهم عليه في سجون النظام العراقي.

## وصلات خارجية
- الشيرازي يذكر قصة القزويني على يوتيوب